# Bitwa pod Wiedniem (obraz Gonzalesa Franciscusa Casteelsa)
Bitwa pod Wiedniem – obraz olejny namalowany przez flamandzkiego malarza Gonzalesa Franciscusa Casteelsa po 1683, znajdujący się w zbiorach Muzeum Pałacu Króla Jana III w Wilanowie Królewskim.

## Opis
Bitwa pod Wiedniem wpisuje się w krąg dzieł o treści związanej z gloryfikacją osoby i heroicznych czynów króla Polski i wielkiego księcia litewskiego Jana III Sobieskiego po zwycięskiej bitwie pod Wiedniem 12 września 1683, stanowiącej ukoronowanie sukcesów militarnych władcy Rzeczypospolitej Obojga Narodów. W tej sytuacji posypały się zamówienia na dzieła mające służyć uwiecznieniu splendoru triumfu rozmaitymi środkami artystycznymi – obraz Casteelsa jest jednym z nich.
Przedstawiona w kilku planach zróżnicowanych walorem scena potężnego ataku wojsk koalicji antytureckiej na obóz armii osmańskiej wielkiego wezyra Kara Mustafy rozgrywa się na tle pagórkowatego pejzażu. W oddali widoczna jest laserunkowo malowana panorama otoczonej wieńcem fortyfikacji stolicy Arcyksięstwa Austriackiego, z wieżą katedry świętego Szczepana górującej nad miastem. W gęstwinie walczących zwraca uwagę postać Sobieskiego po lewej stronie u dołu obrazu, odzianego w długą srebrzystoszarą szatę i purpurowy płaszcz podszyty gronostajem. Władca Rzeczypospolitej ekspresyjnym ruchem wznosi szablę trzymaną w prawej dłoni i spina rumaka. Koloryt obrazu utrzymany jest w tonacji oliwkowej z nielicznymi akcentami czerwieni i różu strojów oraz bieli koni.
Autor obrazu Gonzales Franciscus Casteels nie znał bitwy z autopsji bowiem uformowanie szyków wojsk, jak i szczegóły uzbrojenia oraz sztandarów nie są zgodne z prawdą historyczną. Przedstawienie jest raczej wyobrażeniem bitwy.